# 阿賀野川
阿賀野川是流經日本福島縣和新潟縣的河流。一級河川。長度為210km。流域面積有7,710km2。

## 外部連結
- https://www.mlit.go.jp/river/toukei_chousa/kasen/jiten/nihon_kawa/0402_agano/0402_agano_00.html （页面存档备份，存于） - 国土交通省